# Hamlet (Band)
Hamlet ist eine spanische Metal-Band aus Madrid.

## Geschichte
Hamlet wurde im Jahr 1987 in der spanischen Hauptstadt Madrid von Sänger J. Molly, den Gitarristen Luis Tárraga und Pedro Sánchez, Bassist Augusto Hernández und Drummer Javier Carluccio gegründet. Anfangs spielte die Gruppe klassischen Hard Rock, der sich später zum Groove Metal und Hardcore-Punk verändern sollte. Im Jahr 1991 erschien die gleichnamige EP Hamlet, deren Sound war allerdings eher schlecht. Bereits im Jahr 1992 folgte das Debütalbum Peligroso. Zu diesem Zeitpunkt wurde Javier Carluccio durch Paco Sánchez ausgetauscht.
Das zweite Album, welches 1994 erschien und Sanatorio de muñecos heißt, wurde in den Morrisound Studios in Florida aufgenommen. Das dritte Album Revolución 12.111 wurde erneut in Florida aufgenommen. Als Produzent wirkte Colin Richardson an dem Album mit. 2002 erschien das sechste Studioalbum unter dem Titel Hamlet. Hamlet erschien über das Label Locomotive Records, welches auch 2003 die Live-CD Directo samt DVD herausbrachten. Zwischen 1996 und 2002 erschienen mit Insomnio (1998), El Inferno (2000) und Antes... Y Después (2001) drei weitere Alben. Bassist Augusto Hernández wurde zwischenzeitlich durch Álvaro Tenorio ersetzt. Die Gruppe versuchte bei der Produktion von Syberia radiotauglicher zu klingen, was allerdings scheiterte. Das 2006 erschienene Album Pura Vida wurde erneut von Richardson gemixt. Pedro Sánchez verließ die Gruppe und wurde durch Javier Rocarbeti als Gitarrist ausgetauscht. Nicht nur mit internen Problemen hatte die Band zu kämpfen, auch mit dem Label ging es bergab, so dass die Gruppe ihre Songs nicht mehr mit Richardson bearbeiten konnte.
Die Songs auf dem Nachfolger-Album von Syberia wurden von Logan Mader, welcher bereits für Gojira, Cavalera Conspiracy und Divine Heresy arbeitete, in Los Angeles gemischt. Hamlet erreichten ein Deal mit Roadrunner Records, welches La Puta y el Diablo Mitte des Jahres 2010 veröffentlichten. Das elfte Studioalbum erschien Mitte 2011 und heißt Amnesia. Es wurde ebenfalls über Roadrunner Records veröffentlicht. Inzwischen stehen Hamlet bei Kaiowas Records unter Vertrag. Die Gruppe tourte hauptsächlich in Spanien.

## Musikstil und Bekanntheit

### Musikstil
Die Gruppe spielte anfangs klassischen Hard Rock, änderten ihren Stil aber mit der Zeit. Heute spielt die Gruppe einen Mix aus Groove Metal und Hardcore-Punk, welcher hauptsächlich mit Machine Head verglichen wird. Die Gruppe verfasst die meisten Songs in der eigenen Landessprache, Spanisch.

### Bekanntheit
Auch wenn die Gruppe zu den bekanntesten Metalbands des Landes zählen, kam die Gruppe im restlichen Europa bis heute nicht aus dem Underground-Status hinaus. Die Gruppe verzeichnet mehrere Chartplatzierungen in Spanien. Das Album La Puta y el Diablo erhielt Kritiken bei Laut.de und Powermetal.de.

### Bandname
Der Bandname leitet sich von Shakespeares gleichnamigem Stück Hamlet ab.

## Diskografie

### EPs
- 1991: Hamlet

### Alben
- 1992: Peligroso (Volcano)
- 1994: Sanatorio de muñecos (Zero Records)
- 1996: Revolución 12.111 (Zero Records)
- 1998: Insomnio (Zero Records)
- 2000: El inferno (Zero Records)
- 2002: Hamlet (Locomotive Records)
- 2004: Discografía esencial (Locomotive Records)
- 2005: Syberia (Locomotive Records)
- 2006: Pura vida (Locomotive Records)
- 2010: La puta y el diablo (Roadrunner Records)
- 2011: Amnesia (Roadrunner Records)
- 2014: Piano
- 2015: La ira
- 2018: Berlin

### Live-CDs und DVDs
- 2003: Directo (Locomotive Records, CD+DVD)

### Kompilationen
- 2001: Antes … y después (Zero Records)